# Кузнечики (Гагаринский район)
Кузнечики — деревня в Гагаринском районе Смоленской области России. Входит в состав Мальцевского сельского поселения. Население — 4 жителя (2007).
Расположена в северо-восточной части области в 12 км к юго-востоку от Гагарина, в 0,1 км южнее автодороги М1 «Беларусь». В 5 км северо-западнее деревни расположена железнодорожная станция Колесники на линии Москва — Минск.

## История
В годы Великой Отечественной войны деревня была оккупирована гитлеровскими войсками в октябре 1941 года, освобождена в марте 1943 года.